# 1162.
◄ | 11. stoljeće | 12. stoljeće | 13. stoljeće | ►
◄ | 1130-ih | 1140-ih | 1150-ih | 1160-ih | 1170-ih | 1180-ih | 1190-ih | ►
◄◄ | ◄ | 1159. | 1160. | 1161. | 1162. | 1163. | 1164. | 1165. | ► | ►►
Arhitektura • Astronomija • Knjige • Književnost • Kršćanstvo • Medicina • Pravo • Promet • Znanost

## Smrti
- 31. svibnja – Gejza II., ugarsko-hrvatski kralj (* 1130.)

## Vanjske poveznice
|  | Zajednički poslužitelj ima još gradiva o temi 1162. |